# Aithra

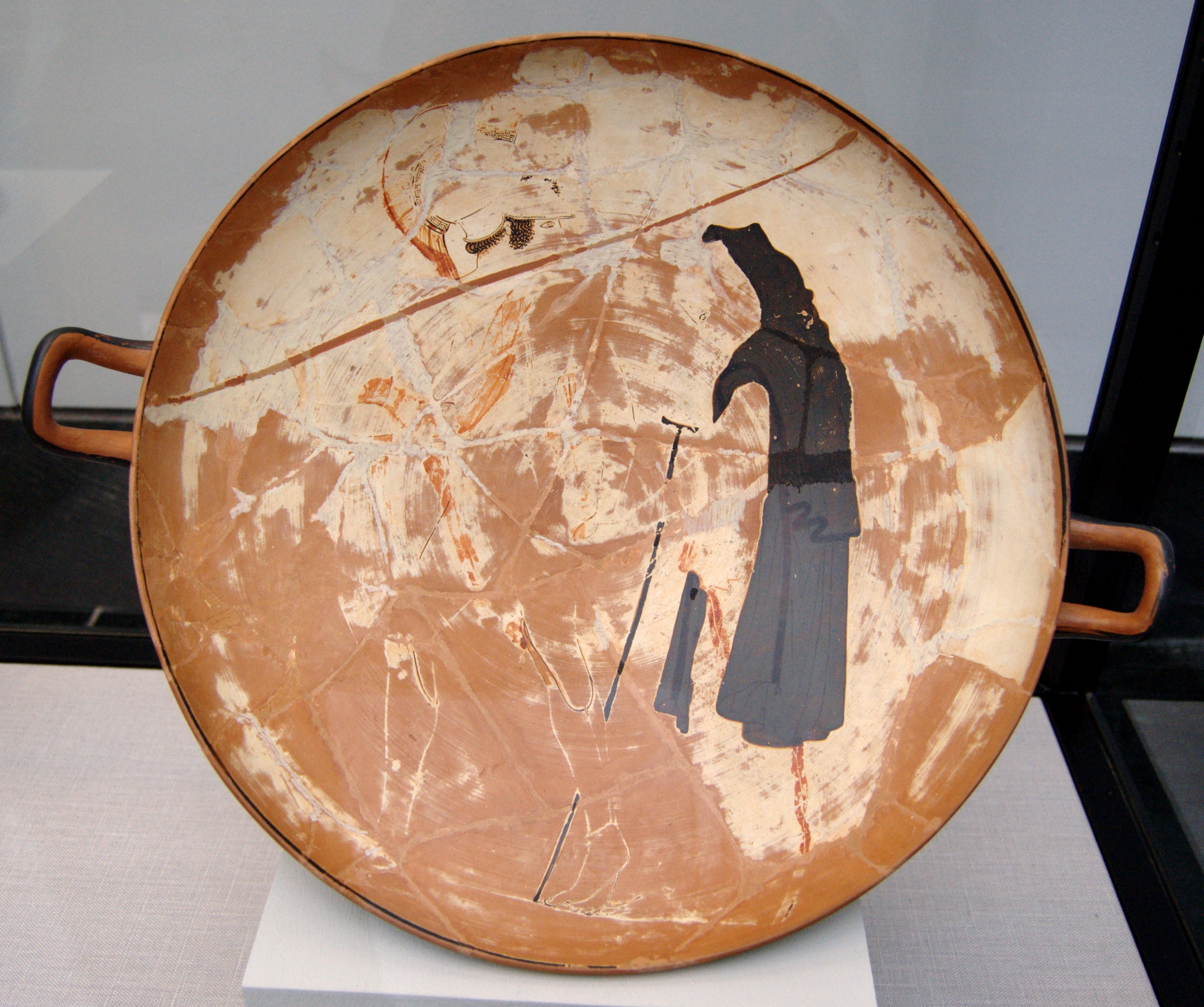
Demophon (?) befreit Aithra, weißgrundiger attischer Kylix, 470-460 v. Chr., Staatliche Antikensammlungen (Inv. 2687)

Aithra (altgriechisch Αἴθρα Aíthra) ist in der griechischen Mythologie die Tochter des Königs Pittheus von Troizen, als Gemahlin des Ägeus (nach anderen des Poseidon) Mutter des Theseus.
Dieser hatte mit Hilfe von Peirithoos Helena entführt und sie dann seiner Mutter übergeben. Als darauf die Dioskuren zur Befreiung ihrer Schwester Helena auszogen, wurde Aithra von ihnen gefangen und als Sklavin nach Sparta gebracht, von wo sie dann mit Helena nach Troja kam. Nach der Eroberung der Stadt wurde sie hier unter den kriegsgefangenen Sklavinnen von ihren Enkeln, den Söhnen des Theseus, Demophon und Akamas, erkannt und auf deren Bitten von Helena freigegeben. Später nahm sie sich aus Gram über den Tod ihrer Enkel das Leben.
Ihre Geschichte wurde von griechischen Tragikern mehrfach bearbeitet, u. a. in Euripides’ Die Schutzflehenden.